# Neve Ilan
Neve Ilan (hebrejsky נְוֵה אִילָן, doslova „Ilanova oáza“, v oficiálním přepisu do angličtiny Newe Ilan) je vesnice typu mošav v Izraeli, v Jeruzalémském distriktu, v Oblastní radě Mate Jehuda.

## Geografie
Leží v nadmořské výšce 669 metrů na zalesněných svazích Judských hor v Jeruzalémském koridoru. Jižně od vesnice spadá terén do hlubokého údolí vodního toku Nachal Ksalon. K západu směřuje od vesnice vádí Nachal Ilan. Severně od vesnice protéká hlubokým údolím vádí Nachal Jitla, na jehož protější straně se zvedá vrch Har Haruach.
Obec se nachází 38 kilometrů od břehu Středozemního moře, cca 42 kilometrů jihovýchodně od centra Tel Avivu a cca 15 kilometrů západně od historického jádra Jeruzalému. Neve Ilan obývají Židé, přičemž osídlení v tomto regionu je etnicky převážně židovské. Pouze 3 kilometry východně odtud leží město Abu Goš, které obývají izraelští Arabové stejně jako nedaleké vesnice Ajn Nakuba a Ajn Rafa.
Neve Ilan je na dopravní síť napojen pomocí lokální silnice číslo 4115, která ústí do dálnice číslo 1, jež probíhá jižně od obce a spojuje Jeruzalém a Tel Aviv.

## Dějiny
Neve Ilan byl založen v roce 1946. Šlo tedy o jedno z prvních židovských sídel v tomto regionu, jehož novověké židovské osidlování začalo až po válce za nezávislost tedy po roce 1948, kdy Jeruzalémský koridor ovládla izraelská armáda a kdy došlo k vysídlení většiny zdejší arabské populace.
Ke zřízení vesnice došlo 27. října 1946. Jejími zakladateli byla skupina 31 mladých Židů z Francie. Šlo tehdy o kolektivně hospodařící kibuc, jehož úkolem bylo posílit židovskou kontrolu nad přístupy k Jeruzalému. Potřebné pozemky získal Židovský národní fond od arabského vlastníka z nedalekého Abu Goš, jehož kamenný dům sloužil jako společenská budova s jídelnou, kuchyní a ošetřovnou. Koncem 40. let měl kibuc Neve Ilan rozlohu katastrálního území 1 500 dunamů (1,5 kilometrů čtverečních) a 43 obyvatel.
Během války za nezávislost se osadníkům podařilo vytrvat navzdory arabskému obklíčení. 8. května 1948 sem dorazila skupina bojovníků jednotek Palmach. Koncem května byla vesnice ostřelována Arabskou legií. Teprve poté, co Operace Nachšon dosáhla izraelské kontroly nad okolním regionem, se vesnice začala znovu rozvíjet. Posílili ji další židovští přístěhovalci z Alžírska a Francie. V roce 1956 se ale kibuc rozpadl a byl opuštěn.
Pokus o obnovu trvalého osídlení z roku 1958 iniciovaný skupinou izraelské mládeže nebyl úspěšný. Až roku 1970 byla vesnice opětovně obydlena, tentokrát skupinou Židů z USA. Šlo o osadnickou skupinu tvořenou sekulárními i nábožensky orientovanými Židy, která se zformovala ve Spojených státech již koncem 60. let 20. století. První rodiny se do Izraele nastěhovaly v letech 1970-1971. Většina z nových osadníků ale až do března roku 1974 pobývala v nedalekém Mevaseret Cijon a čekala na dokončení nových domů v Neve Ilan. Menší část se mezitím nastěhovala do starých objektů opuštěného kibucu.
Neve Ilan byl po roce 1970 cíleně budován jako sídlo orientované nikoliv na zemědělství ale na průmysl. Navzdory tomu, že již nešlo o kibuc, zůstala ale vesnice členem Kibucového hnutí (Takam). V letech 1972–2006 vesnice provozovala chov krocanů, v letech 1972-1990 tu fungovala pěstírna sazenic. Krátce se také experimentovalo s pěstováním hub. V letech 1980–1995 byly v okolí švestkové sady, později nahrazené vinicemi. V letech 1971–1987 působila v Neve Ilan umělecká škola, v letech 1971-1982 elektronická firma Ilatronics, v letech 1972-1984 softwarová firma Gamma a v letech 1975–1982 rekreační středisko, které bylo pak v letech 1982-2002 nahrazeno hotelovým centrem, jež bylo roku 2002 prodáno a funguje i nadále. Obec prochází stavební expanzí.

## Demografie
Podle údajů z roku 2014 tvořili naprostou většinu obyvatel v Neve Ilan Židé - cca 800 osob (včetně statistické kategorie "ostatní", která zahrnuje nearabské obyvatele židovského původu ale bez formální příslušnosti k židovskému náboženství, cca 900 osob).
Jde o menší obec vesnického typu s dlouhodobě rostoucí populací. K 31. prosinci 2014 zde žilo 873 lidí. Během roku 2014 populace stoupla o 6,5 %.
| Rok            | 1983 | 1995 | 2001 | 2003 | 2004 | 2005 | 2006 | 2007 | 2008 | 2009 | 2010 | 2011 | 2012 | 2013 | 2014 |
| -------------- | ---- | ---- | ---- | ---- | ---- | ---- | ---- | ---- | ---- | ---- | ---- | ---- | ---- | ---- | ---- |
| Počet obyvatel | 251  | 301  | 300  | 331  | 324  | 337  | 319  | 323  | 332  | 510  | 653  | 690  | 776  | 820  | 873  |